# Kazimierz Plater
Kazimierz Plater (Broël-Plater) herbu Plater (ur. 3 marca 1915 w Wilnie, zm. 30 kwietnia 2004 w Warszawie) – polski szachista.

## Życiorys
Pochodził z rodziny arystokratycznej (hrabiowskiej), zasad gry w szachy nauczył go ojciec. W wieku 16 lat zwyciężył w pierwszym turnieju szachowym (mistrzostwa gimnazjum), co zachęciło go do wstąpienia do Wileńskiego Klubu Szachowego. W 1934 r. wyjechał do Warszawy, szybko nawiązując kontakty w tutejszym środowisku szachowym i zdobywając renomę utalentowanego gracza młodego pokolenia. Po zwycięstwie w turnieju o mistrzostwo okręgu warszawskiego został zakwalifikowany przez Polski Związek Szachowy do turnieju eliminacyjnego przed olimpiadą w 1935 r. W turnieju tym, pierwszym bardzo poważnym turnieju w swoim życiu, rozegranym w Łodzi, zajął XI m. (w stawce 14 uczestników). W wydawanym we Lwowie czasopiśmie „Szachista” (nr 4/1935, s. 53) tak skomentowano jego osobę:

...Hrabia Plater, typ gentlemana przy szachownicy. Słabej kondycji fizycznej, zdradza talent kombinacyjny pierwszorzędny. Gra z fantazją. Rutyna i wytrzymałość przyjdą z czasem...

W drugiej połowie lat 30. Kazimierz Plater nie uczestniczył w rozgrywkach szachowych, poświęcając się ukończeniu studiów, a później służby wojskowej. Przerwa ta przedłużyła się następnie z powodu wybuchu II wojny światowej. Po jej zakończeniu należał do ścisłej czołówki polskich szachistów, reprezentował Polskę w meczach międzypaństwowych oraz na turniejach strefowych (eliminacji mistrzostw świata) w Hilversum (1947, XII m.) i Dublinie (1957, XII m.). W 1947 r. wystąpił w Warszawie w swoim pierwszym turnieju międzynarodowym, zajmując VI m. i zdobywając tylko pół punktu mniej niż późniejsi arcymistrzowie Wasilij Smysłow, Izaak Bolesławski i Ludek Pachman (w turnieju zdecydowanie zwyciężył Svetozar Gligorić). Jego zwycięska partia z Bolesławskim była pierwszym powojennym zwycięstwem polskiego szachisty nad zawodnikiem światowej czołówki. W następnych latach zanotował udane starty w Bukareszcie (1949, VII m.), Krynicy (1956, VI m.), Szczawnie-Zdroju (1957, dz. IV m. wspólnie m.in. z Victorem Ciocalteą), Somborze (1964, dz. VI m.) oraz w Amsterdamie (1965, turniej IBM-B, dz. V m. wspólnie z Robertem Hartochem).
Pomiędzy 1946 a 1964 r. dwunastokrotnie uczestniczył w finałach indywidualnych mistrzostw Polski, zdobywając 6 medali: 3 złote (1949, 1956, 1957), 2 srebrne (1950, 1963) i 1 brązowy (1946). Brał udział w trzech olimpiadach szachowych (Helsinki 1952, Moskwa 1956, Lipsk 1960) zdobywając 14½ pkt w 35 partiach. W 1950 r. Międzynarodowa Federacja Szachowa przyznała mu tytuł mistrza międzynarodowego. W 1965 r. zakończył starty w szachowych turniejach. W późniejszych latach udzielał się jako instruktor i trener szachowy, był również autorem artykułów teoretycznych w miesięczniku „Szachy”.
Według systemu rankingowego Chessmetrics, najwyższą punktację (2497 pkt) osiągnął w styczniu 1964 r., natomiast najwyżej na świecie notowany był w lipcu 1947 r. (na 164. miejscu).
Jest pochowany na cmentarzu Powązkowskim (kwatera 222-1 i 2-28).

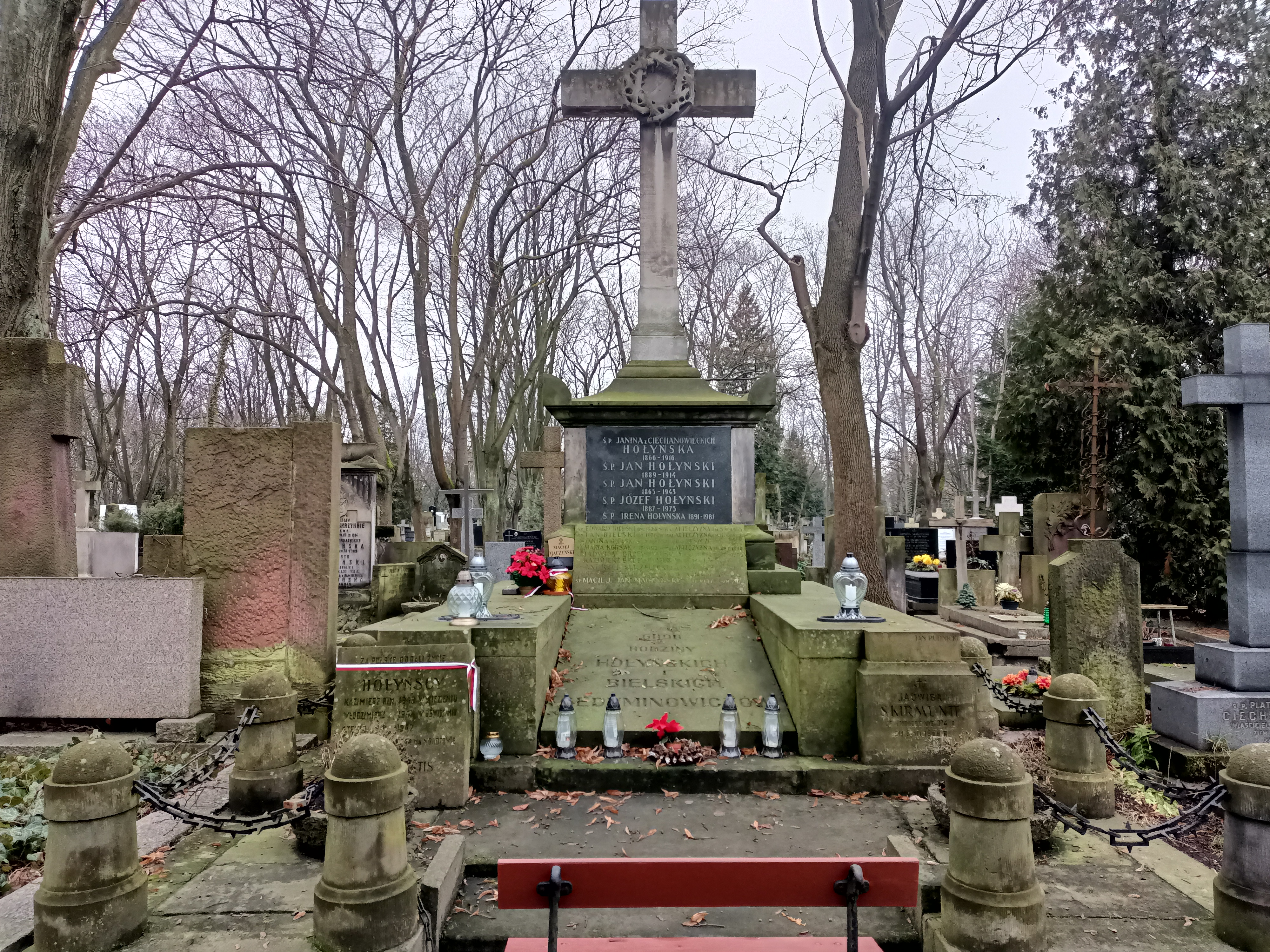
Grób Kazimierza Broel-Platera na Cmentarzu Powązkowskim